# Deszk
Deszk is een plaats (község) en gemeente in het Hongaarse comitaat Csongrád. Deszk telt 3478 inwoners (2007).

## Stedenbanden
- Ninove (België), sinds 2003